# Xestia straminea
Xestia straminea là một loài bướm đêm trong họ Noctuidae.